# 佩德罗·桑塔纳·洛佩斯
佩德罗·桑塔纳·洛佩斯（葡萄牙語：Pedro Miguel de Santana Lopes；1956年6月29日—），葡萄牙政治人物，律师。2004年7月至2005年3月担任葡萄牙总理。

## 生平
1956年6月，佩德罗·桑塔纳·洛佩斯出生于里斯本。1978年，毕业于里斯本大学法律系。2002年1月至2004年7月，担任里斯本市长。
其後2004年10月，洛佩斯在若澤·曼努埃爾·巴羅佐辭職後轉任歐盟委員會主席，他接任葡萄牙总理，但其後在大選中落敗。